# علم ليمبورخ
علم ليمبورخ هو علم مقاطعة ليمبورخ في هولندا. يتألف العلم من ثلاث أقسام أفقية ترتيب الألوان من الأعلى إلى الأسفل هي الأبيض والأزرق والأصفر، مساحة اللونين الأبيض والأضفر متساوية، في حين أن اللون الأزرق يكون ضيق. مع وجود أسد ثنائي الذيل واقف باللون الأحمر يتموضع في الجهة اليسرى للعلم إلى جانب السارية. صمم هذا العلم من قبل مجلس المقاطعة في 28 يونيو 1953.